# Nannodastiidae
Famille
Les Nannodastiidae sont une famille de diptères.

## Liste des genres
Selon Catalogue of Life (13 mai 2020) :
- genre Azorastia
  - Azorastia gemmae
  - Azorastia mediterranea
  - Azorastia minutissima
- genre Nannodastia
  - Nannodastia atlantica
  - Nannodastia horni